# Castaneda (Grisons)
Castaneda és un municipi del cantó dels Grisons (Suïssa), situat al districte de Moesa.